# Comunitat de comunes de la Mossig i del Vignoble
La Comunitat de comunes de la Mossig i del Vignoble (oficialment: Communauté de communes de la Mossig et du Vignoble) és una Comunitat de comunes del departament del Baix Rin, a la regió del Gran Est.
Creada al 2017, està formada 24 municipis i la seu es troba a Wasselonne.

## Municipis
1. Balbronn
2. Bergbieten
3. Cosswiller
4. Crastatt
5. Dahlenheim
6. Dangolsheim
7. Flexbourg
8. Hohengœft
9. Jetterswiller
10. Kirchheim
11. Knœrsheim
12. Marlenheim
13. Nordheim
14. Odratzheim
15. Rangen
16. Romanswiller
17. Scharrachbergheim-Irmstett
18. Traenheim
19. Wangen
20. Wangenbourg-Engenthal
21. Wasselonne
22. Westhoffen
23. Zehnacker
24. Zeinheim